# Allopauropus tridens
Allopauropus tridens är en mångfotingart som beskrevs av Ulf Scheller 1975. Allopauropus tridens ingår i släktet småfåfotingar, och familjen fåfotingar. Inga underarter finns listade i Catalogue of Life.